# 山外山
山外山（英語：SWS HEMODIALYSIS CARE CO .,LTD., 上交所：688410）全称是重庆山外山血液净化技术股份有限公司，是一家中国医疗器械公司，主营血液透析耗材。

## 历史
2001年3月在重庆成立，2016年在新三板挂牌上市，2018年10月终止挂牌，2022年在科创板挂牌上市，也是重庆市第一家科创板上市公司。

## 产品与服务
- 血液净化设备
- 血液净化耗材
- 血透中心智能管理系统
- 连锁血液透析中心